# Zikmund Hrubý z Jelení
Zikmund Hrubý z Jelení, latinským jménem Sigismund Gelenius, (1497 Praha – 1554 Basilej) byl spisovatel, filolog, jeden z nejvýznamnějších českých učenců své doby.

## Život
Studoval v Praze, kde bylo objeveno jeho nadání, proto ho otec Řehoř Hrubý z Jelení v roce 1509 poslal studovat do Itálie. Po ukončení studia procestoval Itálii, Německo, Francii a další země.
Po návratu do Prahy se setkal s nepochopením a protože byl nespokojen s poměry na univerzitě, odešel roku 1523 do Basileje. Zde přijal roku 1524 místo v Frobenově tiskárně (jednalo se o jednu z nejlepších tiskáren té doby). Pracoval zde jako korektor a castigator (je třeba mít na zřeteli, že korektura tehdy neznamenala pouze opravu gramatických chyb, ale i věcných, kdo chtěl vydat nějakou starší věc, většinou ji přepisoval s použitím nových pramenů, popř. komentoval). Zde spolupracoval s Erasmem Rotterdamským. Předpokládá se, že významně ovlivnil Jiřího Melantricha z Aventina, později nejvýznamnějšího českého renesančního tiskaře a nakladatele. Ten se dle těchto předpokladů začal věnovat tiskařskému řemeslu právě po setkání se Zikmundem Hrubým z Jelení. Není to však nijak doloženo. Zikmund sám působil ve Frobenově tiskárně až do své smrti roku 1554.

## Dílo
- Lexicon symphonum – latinsko-německo-řecko-český srovnávací slovník, porovnává tu zvukovou shodu těchto jazyků, resp. jejich jednotlivých slov.

Význam Zikmunda Hrubého z Jelení nespočívá ve vlastní tvorbě, ale především v poznámkách k jednotlivým dílům, která vydával, a v jeho překladech z řečtiny do latiny.